# Todd Creek
Todd Creek és una concentració de població designada pel cens dels Estats Units a l'estat de Colorado. Segons el cens del 2000 tenia 1.299 habitants.

## Demografia
Segons el cens del 2000, Todd Creek tenia 1.299 habitants, 441 habitatges, i 381 famílies. La densitat de població era de 43,4 habitants per km².
Dels 441 habitatges en un 39,5% hi vivien nens de menys de 18 anys, en un 81,2% hi vivien parelles casades, en un 2,7% dones solteres, i en un 13,6% no eren unitats familiars. En el 7,9% dels habitatges hi vivien persones soles el 2,7% de les quals corresponia a persones de 65 anys o més que vivien soles. El nombre mitjà de persones vivint en cada habitatge era de 2,95 i el nombre mitjà de persones que vivien en cada família era de 3,13.
Per edats la població es repartia de la següent manera: un 26,6% tenia menys de 18 anys, un 5,1% entre 18 i 24, un 33,8% entre 25 i 44, un 29% de 45 a 60 i un 5,5% 65 anys o més.
L'edat mediana era de 38 anys. Per cada 100 dones de 18 o més anys hi havia 105,8 homes.
La renda mediana per habitatge era de 83.676 $ i la renda mediana per família de 90.310 $. Els homes tenien una renda mediana de 56.063 $ mentre que les dones 35.524 $. La renda per capita de la població era de 35.792 $. Entorn del 3,5% de les famílies i el 4,7% de la població estaven per davall del llindar de pobresa.

## Poblacions més properes
El següent diagrama mostra les poblacions més properes.